# Postmuseum (Stockholm)

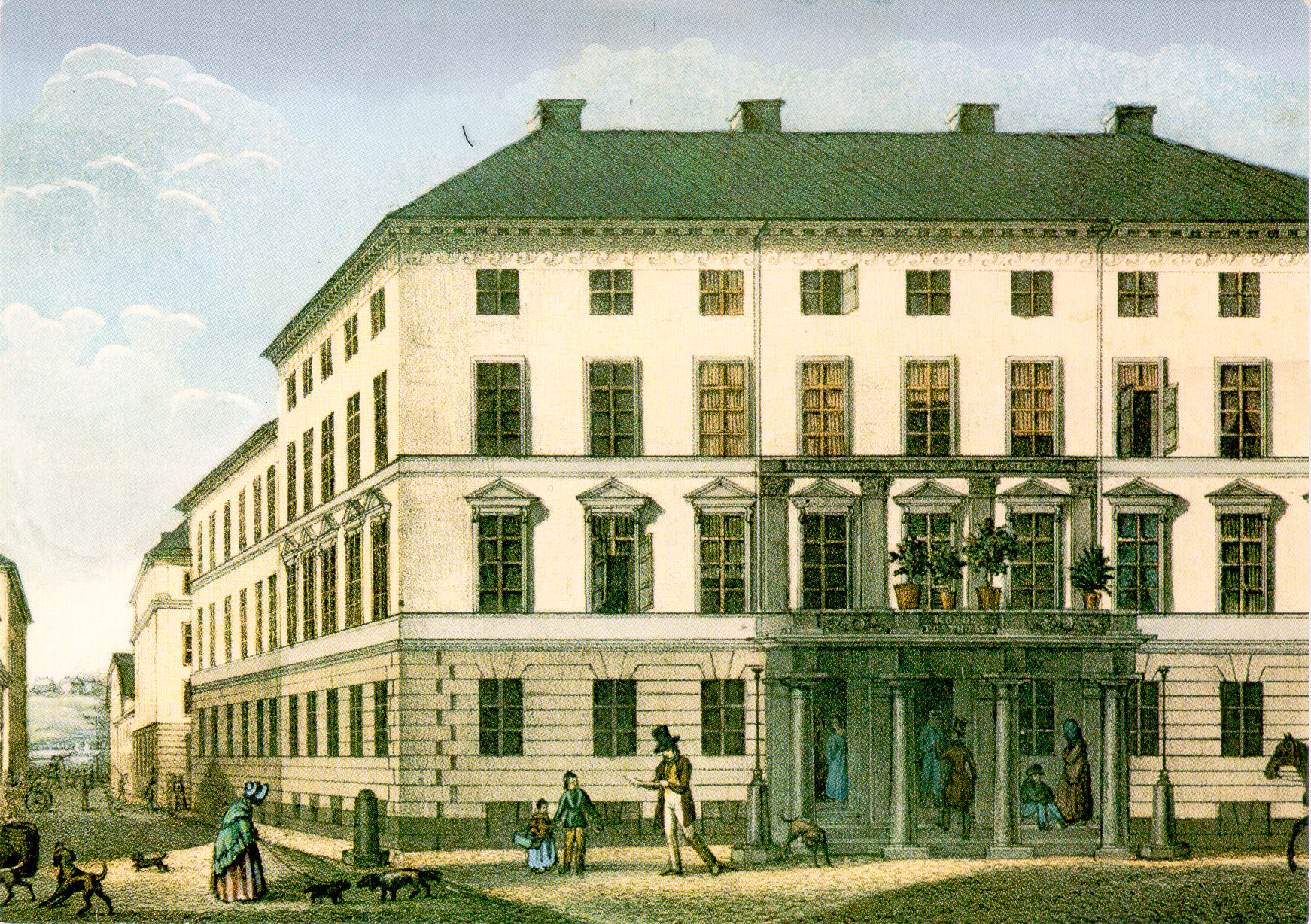
Das Postamt in den 1840ern, Lithografie von Ferdinand Tollin

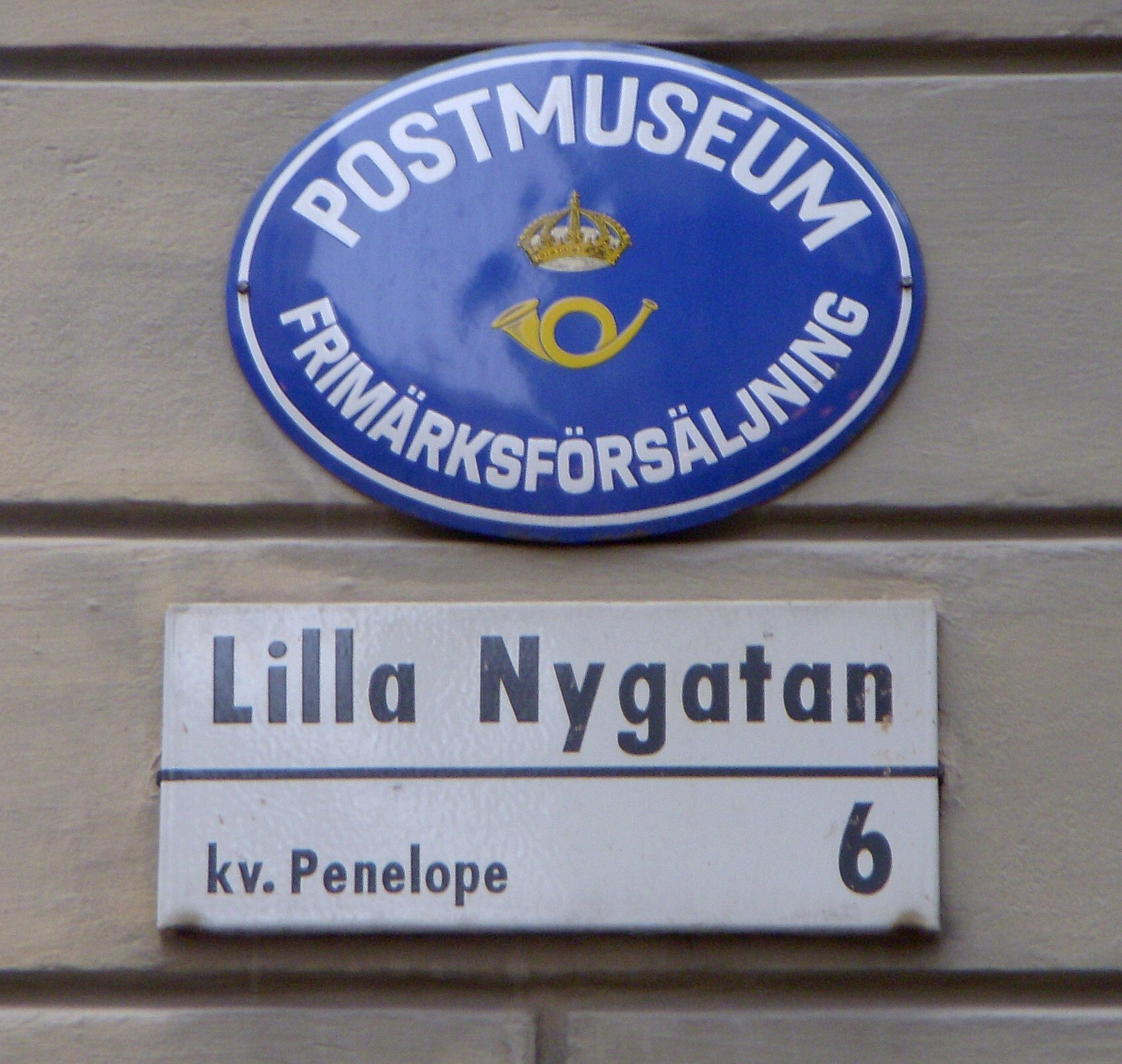
Hinweisschild an der Fassade des Postmuseums, 2010 fotografiert

Das Postmuseum in Stockholm widmet sich der Geschichte der Post in Schweden.

## Geschichte
Das Museum wurde am 16. Dezember 1906 eröffnet. Damals umfasste es einige Räume im ältesten Postamt Stockholms, welches sich in der Lilla Nygatan 6 im Stadtteil Gamla stan befand. Mittlerweile hat sich das Museum auf das ganze Haus ausgedehnt.
In den 1920er Jahren teilte es sich in neun Hauptabteilungen auf:
- Geschichte
- Statistik
- Bilder
- Postwertzeichen
- Geschichte des Briefs
- Postverordnungen
- die Post in der Kunst
- Modelle
- Ausland (hier wurden unter anderem deutsche, österreichische, dänische, französische britische und norwegische Uniformen ausgestellt).

Die derzeitige Museumsdirektorin ist Pernilla Klingofström (Stand 2011).
Seit 1926 besteht ein Förderkreis für das Museum mit dem Namen Postmusei Vänner. Im April 2011 hatte er etwa 1.800 Mitglieder.

## Ausstellungen
Neben der Dauerausstellung, die vor allem die Geschichte des Briefes (Brevet - en resa genom sekler) und der Briefmarken (Märkvärdigt!) in Schweden zeigt, verfügt das Museum über genügend Fläche für wechselnde Ausstellungen. Deren Thema war z. B. 2011 Künstlerbriefe.
Außerdem besteht seit 1996 für Kinder die Möglichkeit, im Museum Post zu spielen. Dieser Bereich nennt sich Lilla Posten.
Zum Museum gehören eine Bibliothek mit etwa 12.000 Bänden, eine philatelistische Sammlung von ungefähr vier Millionen Briefmarken sowie eine Publikationsstelle. Diese sind mit anderen Dienstleistungen zum Bereich Post F@ktum zusammengefasst.